# Adélina Lévêque
Adélina Soulouque (26 tháng 7 năm 1820 - 12 tháng 10 năm 1878), née Elisabeth Anne Justine Lévêque, là Nữ hoàng của Haiti từ năm 1849 đến 1859, bà là vợ của Faustin I của Haiti.
Adélina là con gái của Marie Michel Lévêque, một người Haiti của di sản đa chủng tộc. Bà đã có một mối quan hệ lâu dài với Faustin Souloque trong nhiều năm. Chỉ đến ngày 31 tháng 12 năm 1847 , Adélina kết hôn với người bạn đồng hành lâu năm của mình, Hoàng đế Faustin. Vào ngày 26 tháng 8 năm 1849, bà được phong tước Hoàng hậu Haiti với phong cách Hoàng đế và lên ngôi cùng chồng tại thủ đô Port-au-Prince vào ngày 18 tháng 4 năm 1852: cả hoàng đế và hoàng hậu đều được trao vương miện đã mô phỏng sự đăng quang của Napoleon I của Pháp. Em gái của bà đã được gọi là Công chúa Serene Highness Clélia.
Họ có hai cô con gái:
1. Công chúa Geneviève Olive (được gọi là "Madame Première") (29 tháng 11 năm 1842 - 23 tháng 7 năm 1883). Được hợp pháp hóa về cuộc hôn nhân của cha mẹ bà, được nâng lên thành tước hiệu Công chúa và được phong Nữ hoàng Serene vào năm 1849.[1] Bà kết hôn với Trung tướng HE Pierre Joseph Amitié Theodore Vil Lubin, Bá tước Vil de Lubin.[1]
2. Công chúa Célestine Marie Françoir (1848 - sau ngày 27 tháng 1 năm 1912), tên là Célita, được nâng lên danh hiệu Công chúa và ban cho tên gọi là Bà Serene Highness vào năm 1849. Bà chết khi chưa kết hôn.[1]

Với tư cách là Hoàng hậu, Adelina đã được trao hoàng cung của riêng mình, hoàng cung bao gồm một người đồng hương lớn, hai người phụ nữ danh dự, hai người nữ gia nhân, 56 phụ nữ của cung điện, 22 phụ nữ của nhà nguyện, nhà tù và hầu hạ: tất cả các nữ triều thần đều đến từ giới quý tộc mới được bổ nhiệm của Faustin và có các tước hiệu nữ công tước, nữ bá tước, nam tước hoặc nữ hầu tước. Bà thực hiện các nhiệm vụ đại diện, chẳng hạn như nhận trong tiểu bang, hoặc bái kiến, vào mỗi thứ ba.
Năm 1858, một cuộc cách mạng bắt đầu, do Tướng Fabre Geffrard, Duc de Tabara lãnh đạo. Vào tháng 12 năm đó, Geffrard đã đánh bại Quân đội Hoàng gia và giành quyền kiểm soát phần lớn đất nước. Do đó, hoàng đế đã thoái vị ngai vàng vào ngày 15 tháng 1 năm 1859. Từ chối viện trợ của Quân đoàn Pháp, Faustin đã bị đưa đi lưu vong trên một tàu chiến Anh vào ngày 22 tháng 1 năm 1859. Ngay sau đó, hoàng đế và gia đình đến Kingston, Jamaica, nơi họ ở lại vài năm. Được phép quay trở lại Haïti, Faustin chết tại Petit-Goâve vào ngày 6 tháng 8 năm 1867 và được chôn cất tại Fort Soulouque.